# Erlabrunn (Breitenbrunn)
Erlabrunn jest od 1 lipca 2005 dzielnicą gminy Breitenbrunn/Erzgeb. w Erzgebirgskreis w Saksonii.

## Osoby urodzone w Erlabrunn
- Dettlef Günther (ur. 1954) – saneczkarz
- André Hennicke (ur. 1958) – aktor
- Holger Freitag (ur. 1963) – skoczek narciarski
- Jens Weißflog (ur. 1964) – skoczek narciarski
- André Sehmisch (ur. 1964) – biathlonista
- Oliver-Sven Buder (ur. 1966) – lekkoatleta
- Andreas Heymann (ur. 1966) – biathlonista
- Sven Hannawald (ur. 1974) – skoczek narciarski
- Dirk Else (ur. 1977) – skoczek narciarski
- Jörg Hahnel (ur. 1982) – piłkarz
- Björn Kircheisen (ur. 1983) – kombinator norweski
- Toni Englert (ur. 1988) – kombinator norweski
- Richard Freitag (ur. 1991) – skoczek narciarski